# Шереметевский, Георгий Леонидович
Гео́ргий Леони́дович Шереме́тевский (27 марта (8 апреля) 1888 — 18 июня 1969) — русский лётчик, герой Первой мировой войны, участник Белого движения на Юге России, помощник начальника авиации ВСЮР.

## Биография
Из потомственных дворян, уроженец Санкт-Петербурга, православного вероисповедания. Его отец, Леонид Алексеевич Шереметевский, служил в петербургской сыскной полиции, — коллежский советник.
Окончил Николаевский кадетский корпус (1905) и Николаевское инженерное училище (1908), откуда был выпущен подпоручиком в 1-й саперный батальон (город Боровичи). 1 октября 1910 года произведен в поручики.
Дважды пытался поступить в Николаевскую инженерную академию, однако, не выдержав экзамена, возвращался в свою часть.
В 1912 году окончил авиационный отдел Офицерской воздухоплавательной школы (теоретическая подготовка курсантов проводилась на авиационной специальности кораблестроительного факультета Санкт-Петербургского политехнического института под руководством профессора Боклевского К.П.), 28 января 1913 года получил звание «военного лётчик».
В 1913 году был прикомандирован к 4-й воздухоплавательной роте (в Ковно), затем был военным лётчиком Ковенского крепостного авиационного отряда (1913—1914) и наблюдающим за постройкой аэропланов на заводах (одновременно числился младшим офицером в телеграфной роте 1-го саперного батальона).
Участник Первой мировой войны. С начала войны состоял в 5-м корпусном авиационном отряде действующей армии. За успешную воздушную разведку награждён в ноябре 1914 года Георгиевским оружием.
1 октября 1914 года за выслугу лет произведен в штабс-капитаны. 14 апреля 1916 года назначен командующим 8-м авиационным дивизионом. За отличия в делах против неприятеля 19 февраля 1917 года произведен в капитаны.
С 22 июня 1917 года назначен начальником Военной авиационной школы и исправляющим должность начальника Военной школы воздушного боя в Евпатории, с 13 августа того же года утвержден в должности начальника Военной школы воздушного боя. 27 февраля 1918 был уволен от службы по болезни, сдал командование школой революционному комитету.
В Гражданскую войну участвовал в Белом движении на Юге России в составе Добровольческой армии и ВСЮР. 3 мая 1919 года назначен начальником технической комиссии Управления авиации ВСЮР, а 19 августа того же года — помощником начальника авиации ВСЮР по технической части. Был произведен в полковники. В 1920 году был начальником Севастопольской авиационной школы. Кроме того, состоял председателем комиссии для выработки устава Общества взаимопомощи чинов авиации, а затем председателем правления названного общества.
В эмиграции: до 1953 года — в Королевстве Югославия  (после 1945 года Федеративная Народная Республика Югославия), затем в США. Был одним из руководителей Общества русских летчиков в Америке и председателем Калифорнийского отделения общества.
Скончался в 1969 году в Сан-Рафеле, Калифорния. Похоронен на местном кладбище Mount Tamalpais Cemetery.

## Награды
- Медаль «В память 100-летия Отечественной войны 1812 года» (1912)
- Медаль «В память 300-летия царствования Дома Романовых» (1913)
- Орден Святого Станислава 3-й степени (07.03.1913; ВП 27.03.1913), —  «за окончание в 1912 году курса авиационного отдела Офицерской воздухоплавательной школы»
- Георгиевское оружие (ВП 11.11.1914), — …за то, что 12 сентября 1914 года произвёл смелый полёт в район противника, собрал, несмотря на явную опасность от огня неприятеля, важные сведения о движениях противника, чем содействовал успеху последующих операций.
- Орден Святого Владимира 4-й степени с мечами и бантом (ВП 02.12.1915)
- Орден Святой Анны 2-й степени с мечами (ВП 26.07.1916)
- Орден Святого Станислава 2-й степени с мечами (ВП 25.09.1916)
- мечи и бант к имеющемуся ордену Святого Станислава 3-й степени (Приказ 8-й армии №1711 от 24.07.1916)
- Орден Святой Анны 3-й степени с мечами и бантом (утверждено ВП 04.12.1916)